# STS-94
STS-94 (englisch Space Transportation System) ist die Missionsbezeichnung für einen Flug des US-amerikanischen Space Shuttles Columbia (OV-102) der NASA. Der Start erfolgte am 1. Juli 1997. Es war die 85. Space-Shuttle-Mission und der 23. Flug der Raumfähre Columbia.

## Mannschaft
- James Halsell (4. Raumflug), Kommandant
- Susan Still-Kilrain (2. Raumflug), Pilotin
- Janice Voss (4. Raumflug), Missionsspezialistin
- Donald Thomas (4. Raumflug), Missionsspezialist
- Michael Gernhardt (3. Raumflug), Missionsspezialist
- Roger Crouch (2. Raumflug), Nutzlastspezialist, NASA Microgravity Space and Applications Division
- Gregory Linteris (2. Raumflug), Nutzlastspezialist, National Institute of Standards and Technology

Diese Crew hält den Rekord für die zeitlich kürzeste Spanne zwischen zwei Missionen (83 Tage zwischen STS-83 und STS-94).

### Ersatz
- Paul Ronney für Crouch und Linteris

## Missionsbeschreibung
Aufgrund eines Defektes im Energiesystem und dem damit verbundenen vorzeitigen Abbruch der Mission MSL 1 (STS-83) wurde der für die Wissenschaft sehr wichtige Flug mit der gleichen Besatzung wiederholt. Geplant waren 33 Untersuchungen, davon 19 materialwissenschaftlicher Art. Dazu zählten vor allem Experimente zur Erforschung der physikalischen Eigenschaften unterkühlter Flüssigkeitsgemische und der Verbrennungsprozesse an festen und flüssigen Materialien sowie zur Herstellung reiner Proteinkristalle. Alles geschah unter streng kontrollierten Bedingungen. Dazu zählen vor allem Temperatur und Mikrogravitation. Allein vier Messsysteme ermittelten die auf die Raumfähre wirkenden winzigen Beschleunigungen, welche vor allem durch die Bewegungen der Astronauten entstehen. Die materialwissenschaftlichen Experimente wurden mit einem großen Isothermalofen und mit einem elektromagnetischen Heizsystem ausgeführt. Untersucht wurden im Einzelnen die Unterkühlung und schnelle Kristallisation von Metallen und Metalllegierungen, die Diffusion bei flüssigen Metallen, Metalllegierungen und Halbleitern (Messung der Diffusionsgeschwindigkeit), die Vermischung von flüssigen Metallen in einem Festkörper (Sinterexperiment) sowie thermophysikalische Eigenschaften unterkühlter Flüssigkeiten. Außerdem wurden Verbrennungsvorgänge von Flüssigkeiten in Tropfenform erforscht. Hierbei ging es um innere Strömungen, Flammenformen, Temperaturverteilungen, Kohlenmonoxidemission und Prozesse, die Flammen zum Verlöschen bringen. Dazu wurden Luftdruck, Sauerstoffkonzentration und Tropfengröße variiert (2–5 mm). Weiterhin wurde das Entstehen und die Stabilität von Feuerbällen untersucht. Daraus gewonnene Erkenntnisse sollen zur Erhöhung der Effizienz von Verbrennungsprozessen in Automotoren eingesetzt werden. Ebenso erhofft man sich aber auch Fortschritte bei der Entwicklung neuer Methoden zur Brandbekämpfung.
Im EXPRESS-Rack, einer Einheit, in der verschiedene Experimente automatisch ablaufen können, wurden zwei Experimente durchgeführt. Zunächst wurde die Physik gekrümmter Oberflächen untersucht. Diesen Experimenten folgten Forschungen zum Pflanzenwachstums in der Schwerelosigkeit. Weitere technische Neuheiten waren ein Mehrkanalvideoübertragungssystem und der Einsatz eines Handschuhkastens zur Flüssigkeitsphysik im Mitteldeck der Columbia. Hier wurde die kontaktlose Positionsveränderung von schwebenden Flüssigkeitstropfen getestet. Ohne den Einfluss durch mechanische Instrumente lassen sich Blasen und Tropfen erst richtig untersuchen.
Nach erfolgreichem, fast sechzehntägigem Flug landete die Columbia am Kennedy Space Center in Florida.